# Observatori de Collurania-Teramo
L'Observatori Collurania, també Observatori Teramo, (italià: Osservatorio Astronomico di Collurania "Vincenzo Cerulli") és un observatori astronòmic situat a Teramo, a la regió dels Abruços, al centre d'Itàlia. Va ser fundada per Vincenzo Cerulli el 1890, que més tard va ser honrat fent que portés el seu nom. L'observatori és propietat i és operat per l’Institut Nacional d'Astrofísica (INAF). Té el codi IAU 037.